# Domicilie
Een domicilie is het "officiële adres", het adres waar men volgens de burgerlijke stand woont. Dit kan verschillen van de feitelijke verblijfplaats. Zo hebben veel studenten hun domicilie nog thuis, maar verblijven zij in feite in de stad waar ze hun studie volgen. 

Soms neemt men opzettelijk een andere of tweede domicilie om administratieve redenen. Zo gebeurt het weleens dat een politicus domicilie neemt in een andere gemeente, omdat daar de kans op verkiezing groter is, bijvoorbeeld omdat er minder concurrentie van partijgenoten is.
De meeste gemeenten hanteren het begrip "briefadres". Men bedoelt hiermee "domicilie". Zo kennen de gemeenten de volgende adressen:
- briefadres (waar men volgens de burgerlijke stand ingeschreven staat, ook domicilie genoemd)
- postadres (waar men de post naartoe laat komen; kan ook een postbus zijn)
- verblijfadres (waar men op dat moment daadwerkelijk verblijft; kan de camping zijn)
- woonadres (waar men woont)
- vestigingsadres (indien men een bedrijf runt, is dit het adres waar het bedrijf gevestigd is)

Een of meer van deze adressen kunnen samenvallen.

België:
De plaats waar men effectief verblijft is de plaats waar men ook ingeschreven dient te worden. Dit is het domicilieadres. Inschrijven op een ander adres dan waar men effectief verblijft is een misdrijf. Hierop kunnen controles gebeuren, en een gemeente kan iemand ook ambtshalve inschrijven op het effectieve adres.
Er is geen mogelijkheid tot het houden van een tweede adres. 
Uitzondering hierop betreft het 'referentie-adres'. Dit kan (onder bepaalde voorwaarden) toegekend worden aan daklozen, mensen in nomadisch leven, schippers,... 

## Domiciliekeuze
Het begrip domiciliekeuze is een juridische term die wordt gebruikt voor het briefadres, dat kan worden gebruikt bij het doen van aangifte van strafbare feiten bij de politie. Door het opgeven van het adres van de politie, van Slachtofferhulp of een ander adres, is het mogelijk de anonimiteit van degene die aangifte doet te beschermen.
In de Algemene wet inzake rijksbelastingen staat: In bezwaar-, verzoek-, beroep-, verweer- en verzetschriften moet hij die niet in Nederland een vaste woonplaats of plaats van vestiging heeft, domicilie kiezen in Nederland.
Men spreekt ook van woonplaats kiezen.

## Voorbeelden
- Meneer X woont in de Appelstraat 13 te Perenstad. Hij verblijft daar ook daadwerkelijk. Hij staat op dat adres ook ingeschreven en laat er ook zijn post komen. In de kelder maakt hij stoelen; zijn bedrijfje staat ook op dat adres ingeschreven.

Het kan ook anders:
- Meneer X staat nog steeds ingeschreven bij zijn ouders in Abrikozenstad. Sinds een jaar heeft hij een eigen huis in Perenstad, daar woont hij. Hij zit de hele zomer op de camping in Pruimendorp, daar verblijft hij de hele zomer. In Pruimendorp heeft hij ook een postbus, daar laat hij z'n post naartoe komen. En ten slotte heeft hij een eigen bedrijfje. Hij huurt daarvoor een pandje in Aardappelstad.
- In de grote steden staan veel dak- en thuislozen ingeschreven bij het Leger des Heils. Daar ontvangen zij dan hun uitkering en hun post. Men noemt dat dan een "brief-adres".
- Ook veel schippers, die op hun boot wonen, hebben een wettelijk verplicht wal-adres. Op dit wal-adres wonen zij dus niet: het is hun brief-adres. Hun bedrijf staat ingeschreven op een vestigings-adres; soms hun brief-adres, soms bij een reder. Hun post laten ze vaak naar een postbus sturen.
- In de private markt zijn er speciale bedrijven die voor ondernemers zoals starters of schippers, tegen betaling als vestigings-adres en/of post-adres fungeren.